# إنقاذ الجندي رايان
إنقاذ الجندي رايان (بالإنجليزية: Saving Private Ryan) فيلم أمريكي إنتاج عام 1998 من إخراج ستيفن سبيلبرغ وبطولة توم هانكس، الفيلم حائز على جائزة الأوسكار 1998 لأفضل مخرج، تدور أحداث الفيلم في فترة الحرب العالمية الثانية حول عملية انقاذ تقوم بها مجموعة صغيرة يرأسها النقيب جون ميلر (توم هانكس) للعثور على المجند رايان لإعادته إلى الوطن بعد مقتل 3 من أشقائه في نفس الحرب الدائرة.
من أهم مميزات الفلم افتتاحيته، حيث تصور هجوم قوات الحلفاء على ساحل اوماها في 6 يونيو 1944.
يستند الفيلم على الكثير من الحقائق التاريخية وتمت إضافة بعض الأحداث الخيالية لزيادة التشويق، لاقى الفيلم قبولا منقطع النظير في شباك التذاكر وحصد عدد من جوائز الاوسكار.

## القصة
يبدأ الفيلم بمشهد للمحارب المسن (جيمس فرانسيس رايان)و عائلته تزور مقبرة النورماندي الأمريكية، يسير نحو قبر معين ثم يسقط امامه، وهنا يتحول المشهد إلى عام 1944 خلال الحرب العالمية الثانية، حين تم انزال الموجة الأولى على شاطى (اوماها) الذي كان خاضعا للاحتلال الألماني آنذاك، يركز المشهد على شخص معين هو النقيب جون ميلر الذي يقود الكتيبة الثانية عبر الدفاعات الألمانية الكثيفة للوصول نحو المرتفعات المطلة على الشاطئ.
مدة المشهد 25 دقيقة يحتوي على مشاهد عنيفة جداً، وينتهي بسيطرة الحلفاء على الشاطئ، بعد خسائر كبيرة من كلا الطرفين.
ينتقل بعد ذلك إلى أحد مكاتب البريد الخاصة بالحرب حيث يتم كتابة آلاف الرسائل لتسليمها إلى عائلات القتلى، يتم هناك اكتشاف ان ثلاثة من أربع اخوة قد ماتوا خلال بضعة أيام سابقة وبان ثلاثة رسائل متجهة نحو امهم المسنة في نفس اليوم، يأمر المارشال بتشكيل فرقة للبحث عن الأخ الرابع وإعادتهِ لموّطنهِ فوراً.
يعود المشهد إلى أوروبا، حيث يقوم ميلر بجمع سبع رجال لتنفيذ أوامر الماريشال، تبدأ مهمتهم بالبحث عن أي خيط يوصلهم إلى المجند راين الذي هبط في فرنسا مع الفرقة 101 المحمولة جواً، بعد تجوالهم في عدة بلدات فرنسية، وخسارتهم لاحد اصدقائهم (كابارزو) على يد قناص ألماني، يتوصلون إلى معلومة تقول ان رايان يدافع عن جسر ذو موقع استراتيجي على نهر مارديريت قرب بلدة راميل.
في الطريق إلى راميل تكتشف الفرقة اجسام بعض الجنود الموتى من اللواء المحمول جواً الثاني والثمانين، ويدركون ان هناك كميناً قد اعد من قبل عش تابع لإحدى الفرق الألمانية التي تحرس محطة رادار مقصوفة موجودة على التلة المقابلة، هنا تبدا بوادر الانشقاق بين صفوف فرقة ميلر على اعتبار ان مهاجمة الوحدة الألمانية ليس من ضمن التعليمات الموكلة إليهم، ولكن مع اصرار النقيب ميلر تقوم الفرقة بمهاجمة العش الألماني مسبباً ذلك خسارة صديقهم الطبيب وايد.
يوثر موته سلباً على بقية الرجال، ويقررون إعدام الجندي الألماني المتبقي على قيد الحياة «ستيمبوت ويلي».
لكن يقرر ميلر عدم إعدامه ويأمره بان يمضي في طريقه وان يسلم نفسه لاقرب وحده تابعة للحلفاء. يحدث توتر شديد نتيجة قرار ميلر ولكن ينتهي بكشف بعض المعلومات الخاصة عن نفسه.
تصل الوحدة في النهاية إلى حقل مفتوح مشارف على بلدة راميل، تتقدم آلية ألمانية نصف مجنزرة من طراز SDKFZ- 251 باتجاههم فتختبئ الوحدة بين اعشاب الحقل الكثيفة، ثم تفتح نيران مجهولة المصدر على المركبة فتقوم فرقة ميلر بقتل أفراد طاقم المركبة غير مدركين بما يجري، ثم يفاجأون بثلاثة من قوات الحلفاء قد اعدو كمينا لهذه الالية. وتكمن المفاجأة الأكبر ان أحد هؤلاء الرجال هو (جيمس فرانسيس رايان).
في بلدة راميل يقوم ميلر بأخبار رايان بخبر وفاة اخوته جميعاً وبأن مهمته هي اعادته إلى المنزل، يقوم رايان برفض طلبه وبانه لايريد الابتعاد عن اخوته المتبقين (أخوة السلاح)، وبمشورة من العريف الأول (هورفاث) يقرر (ميلر) وفرقته البقاء والمساعدة في الدفاع عن الجسر من هجوم ألماني وشيك.
يتسلم (ميلر) القيادة على اعتبار انهُ الضابط الأعلى رتبة ويقوم باعداد الدفاعات وتوزيع الرجال وتلغيم الجسر كحل نهائي في حال تم دحرهم.
لحظات من الهدوء تليها عاصفة من الجنود الالمان معززين بأربع دبابات يتهافتون نحو الموقع، يقتل الالمان معظم أفراد فرقة (ميلر), ولايتبقى سوى (ميلر، اوفام، ريبين، راين) وبضعة جنود من الفرقة 101.
يحاول (ميلر) الوصول إلى المفجر وتدمير الجسر ولكن الدبابة الألمانية من طراز "Tiger" تحول دون حدوث ذلك.مرة أخرى يحاول (ميلر) المخاطرة والظهور دون حماية لكي يصل إلى المفجر، غير آبه للنيران الكثيفة لكنه - ومن سخرية القدر- يصاب على يد «ستيمبوت ويلي» ذلك الجندي الذي أطلق سراحه والذي قد قتل حتى الآن اثنين من فرقة (ميلر) واصاب (ميلر) اصابة قاتلة.
يقوم (ميلر) المحتضر باستلال مسدسه، مذهولاً من مشاهدة اصدقائه الموتى حوله ويبدأ بإطلاق الرصاص بتثاقل نحو الدبابة المتجهة نحوه، ثم تحدث معجزه حيث تنفجر الدبابة ينظر (ميلر) بذهول في فوهة مسدسه غير مصدق، ثم يستيقظ من صدمته على ازيز الطائرات "Mustang" المضادة للدبابات.
هنا وعلى الضفة الثانية للنهر تدب الشجاعة في قلب المترجم ورسام الخرائط (اوفام) ذلك الجندي الذي لم يطلق رصاصة واحدة خلال الحرب، ويقوم بإطلاق النار على «ستيمبوت ويلي» ويأمر الجنود الباقين بتسليم انفسهم إلى قوات الحلفاء كاسرى حرب.
مشهد على النقيب (ميلر) متكأ على السور الحجري للجسر والمجند (ريبين) يحاول عبثاً طلب مساعدة طبية للنقيب.
تكون كلمات ميلر النهائية موجهة (لرايان):«جيمس...استحق هذه التضحية.استحقها.».
يتحول وجه (رايان) الشاب إلى ذلك الوجه المسن في المقبرة من افتتاح الفيلم، وينتهي الفيلم بموسيقى حداد عسكرية.

## طاقم التمثيل

### الشخصيات الرئيسية
- توم هانكس: النقيب جون ميلر
- توم سيزمور: العريف أول (خبير تقني/بازوكا) مايكل هورفاث
- إدوارد بيرنز: جندي أول (رشاش ثقيل) ريتشارد رايبن
- آدم جولدبيرغ: مجند (بندقية خفيفة) ستانلي ميليش
- جيرمي دافيس: تقني (مترجم ورسام خرائط) تيموثي آبم
- باري بيبر: مجند (قناص) دانيال جاكسون
- فين ديزيل: مجند (بندقية خفيفة) أدريان كابارزو
- جيوفاني ريبيسي: تقني (طبيب) إيروين وايد
- مات ديمون: جندي أول (مظلي) جيمس فرانسس رايان

### الشخصيات الثانوية
- تيد دانسون: نقيب (كشّاف) فريد هاميل
- بول جياماتي: رقيب أول (مظلي) وليم هيل
- دنيس فارينا: مقدم (خبير تقني) والتر اندرسن
- ناثان فيليون: مجند (مظلي) جيمس فريدريك رايان
- جورج ستادلر: (مجند ألماني) ستيمبوت ويلي
- مارتيني ماكسيمليان: عريف (المسؤول في راميل) فريد هيندرسن
- هارف بريسنيل: جنرال (رئيس هيئة الأركان) جورج مارشال
- ليلند اورسر: ملازم أول (طيار) ف. ديوينديت

## الإنتاج

### التصوير

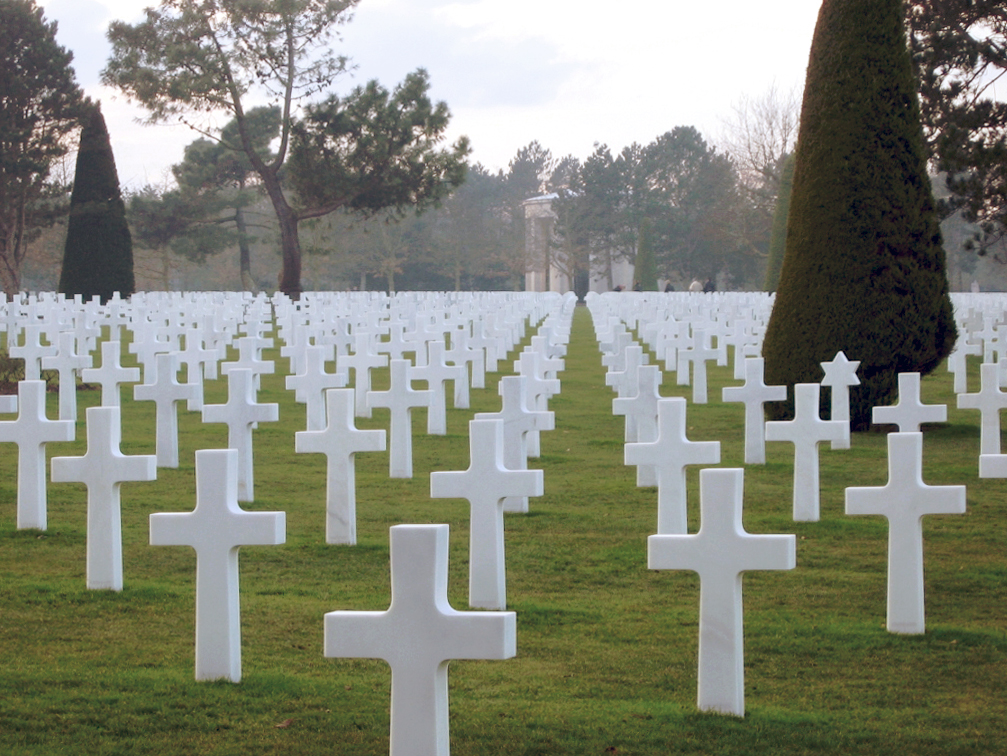
مقبرة نورماندي الأمريكية، حيث يقع المشهد الافتتاحي والختامي للفيلم

بدأ التصوير في 27 يونيو 1997، واستمر لمدة شهرين. أراد سبيلبرغ نسخة طبق الأصل تقريبًا من طبيعة شاطئ أوماها للتصوير في الفيلم، بما في ذلك الرمال ومكان مماثل للمكان التي تمركزت به القوات الألمانية في شاطئ بالينيسكر، وكوراكلو ستراند، وبالينيسكر، وشرق كوراكلو، ومقاطعة ويكسفورد، أيرلندا. كلف إنتاج التسلسل الذي صوّر عمليات الإنزال على شاطئ أوماها 12 مليون دولار أمريكي وتم الاستعانة بما يصل إلى 1500 شخص للتصوير، بعضهم كانوا أعضاء في قوات الدفاع الاحتياطية الأيرلندية. تم الاستعانة بمجموعات إعادة تمثيل محلية مثل مجموعة المعركة الثانية وتم تصويرهم كإضافات لتأدية دور الجنود الألمان. بالإضافة إلى ذلك، تم استخدام ما بين عشرين إلى ثلاثين مبتورًا فعليًا لتصوير الجنود الأمريكيين المشوهين أثناء الإنزال. لم يصور سبيلبرغ التسلسل، لأنه أراد ردود فعل عفوية، قال سبيلبرغ: «العمل يلهمني فيما يتعلق بمكان وضع الكاميرا». تكلم هانكس مع روجر إيبرت وقال أنه على الرغم من إدراكه أنه فيلم، إلا أن التجربة ما زالت تؤثر عليه بشدة، حيث قال: «في اليوم الأول للتصوير، كنت في الجزء الخلفي من مركبة الهبوط، نزلنا ذلك المنحدر ورأيت الصفوف الأولى من الرجال ينفجرون إلى أجزاء صغيرة. كنت أعرف في رأسي بالطبع أنها مؤثرات، لكنني غير مستعد للمسها».
تم تصوير بعض المشاهد في نورماندي، لمقبرة نورماندي الأمريكية والنصب التذكاري في كوليفيل سور مير وكالفادوس. تم تصوير مشاهد أخرى في إنجلترا، مثل مصنع بريتش ايروسبيس السابق هاتفيلد، كما تم التصوير في هارتفوردشير وتامي بارك وأوكسفوردشاير وويلتشير. كان من المقرر أن يتم التصوير أيضًا في سيهام، مقاطعة درم، لكن القيود الحكومية لم تسمح بذلك. وفقًا لكل من غوردون وليفينسون، لم يشارك المنتجون في الإنتاج حيث تم تكليف سبيلبرغ بالتحكم الإبداعي الكامل في الفيلم. كان دور المنتجين المشاركين فقط في جمع التمويل الأجنبي والتعامل مع التوزيع الدولي، ومع ذلك، قال جوردون إن سبيلبرغ كان «شاملاً وكريمًا ومهتمًا للغاية فيما يتعلق بتطوير السيناريو».

### التحضيرات والمشاهد
«انقاذ المجند رايان» من أشهر الأفلام المعروفة بتصويرها الواقعي لمعارك الحرب العالمية الثانية
صور مشهد شاطئ (اوماها) في أيرلندا وبلغت كلفتهُ وحده حوالي 11,000,000$ شارك في تمثيله حوالي 1,000 جندي معظمهم من أعضاء احتياطي الجيش الأيرلندي بالضافة إلى مجموعة من ذوي الاحتياجات الجسمية الخاصة استعين بهم لتصوير الجنود الأمريكيين الذين عوقوا أثناء الانزال.
استعملت آليات الانزال الحقيقية من الحرب العالمية الثانية (بعد إصلاحها). كما استعملت آلات تصوير خاصة لتصوير الرصاص تحت الماء بشكل أفضل.
تم استعمال أربعين برميل (حوالي 16 طن) من الدم المزيف لتقليد تاثير الدم في ماء البحر.
و لكن الصعوبة الحقيقية كانت تكمن في تأمين مركبات الحرب العالمية الثانية.
دبابات "Tiger" في الفيلم كانت نسخ بنيت على هياكل قديمة. الدبابات السوفييتية T-34 بنيت في الفيلم على هيكل الدبابة التشيكية T-38.
استعملت بعض المبالغات لزيادة الإثارة في الفيلم.
فمثلاً لم يستعمل النورماندي حتى تموز من ذلك العام، أيضاً ان جسور ميرديريت النهرية لم تكن هدفا للفوج المحمول جواً 101 بل كانت من نصيب الفوج 82.
ارتكبت العديد من الأخطاء التكتيكية من قبل كلا الطرفين (الألماني والأمريكي) في المعركة النهائية للفيلم. وتم اهمال المساهمات البريطانية وخصوصاً على شاطئ (أوماها).
كان رد سبيلبرغ ان ذلك التزوير أدى إلى مضاعفة التاثير في حبكة الفيلم.

### الهامش
في المشهد الذي تخبر فيه شخصية توم هانكس بقية الوحدة عما كان يعمل في الوطن، كان خطاب هانكس المقرر في النص الأصلي أطول بكثير. لكن هانكس شعر بأن شخصيته لا يجب أن تتكلم كثيراً حول نفسها، فقام بأخبار سبيلبرغ بذلك وفعلاً تم حذف معظم ذلك الحوار.
تكمن متعة مشاهدة الفيلم في قوة مؤثراته الصوتية، ينصح بتوفر مجموعة صوت محيطة 5.1 حيث يمكن سماع اصوات الرصاص من عدة جهات.

### الهفوات
بعد التحدث مع الطيار وبينما تبحث الفرقة في مجموعة المعّرفات المعدنية الخاصة بالجنود الموتى يمر أحد جنود المشاة ذو ملامح مميزة جداً وبعد مروره بثلاث دقائق يمر نفس الجندي مرة أخرى مصطدما بالرقيب ميلر، وفي مشهد آخر يظهر بوضوح قناع يرتديه أحد الجنود الألمان المستقل لإحدى الدبابات لحمايته من النيران أثناء إلقاء إثنين من أبطال الفيلم عليه زجاجات المولوتوف المشتعلة من أعلى مبنى الكنيسة بينما يخفي الجنود الآخرون تلك الأقنعة بالنظر لأسفل

## الإصدار
أطلق الفيلم في 2,463 صالة سينما في 28 يوليو 1998، وأدر 30.5 مليون دولار في الأسبوع الأول فقط.
لاقى الفيلم نجاحا منقطع النظير لم يتوقف على الصعيد السينما فحسب فقد كان من أحد الأسباب الرئيسية لإعادة النهوض لروايات الحرب العالمية الثانية خصوصا في الولايات المتحدة، حيث سلط الضوء على مجموعة ضخمة من الأفلام القديمة والحديثة، التجارية والوثائقية على السواء، بالإضافة لالعاب الفيديو والكومبيوتر والكتب والروايات التي تتناول تلك الفترة.
حقق الفيلم ارباحا قدرها 216.5 مليون دولار في الولايات المتحدة و 265 مليون دولار في بقية دول العالم، محققا بذلك ثالث أعلى ربح سينمائي في العالم بعد التيتانيك والمعركة الفاصلة.
اختير الفيلم كفيلم السنة من قبل معظم جمعيات النقاد، مثل دائرة نقاد نيويورك وجمعية نقاد أفلام لوس انجلوس.

### الإصدارات اللاحقة
تم لأول مرة إطلاق الفيلم على شريط فيديو منزلي في مايو 1999 وحقق أكثر من 44,000,000 $.
أصدر DVD في نوفمبر من نفس العام مع أكثر من 1.5 مليون نسخة، في 2004 اصدرت نسخة اضافية على DVD للاحتفال بالذكرى الستين لتحرير شاطئ اوماها، تضّمن هذا الإصدار مجموعة تحت عنوان «مجموعة الحرب العالمية الثانية»، تتالف من فيلمين وثائقيين من إنتاج ستيفن سبيلبرغ هما «سعر السلام» (حول حرب المحيط الهادي) و«إطلاق نار الحرب» (حول مصوري الحرب، روي من قبل توم هانكس).

## الاستقبال

### شباك التذاكر
تم إصدار الفيلم في 2463 مسرح في 24 يوليو 1998، وحقق 30.5 مليون دولار في عطلة نهاية الأسبوع الافتتاحي، وعند افتتاحه كان في المركز الأول وظل في القمة لمدة أربعة أسابيع حتى تصدر فيلم بليد في الأسبوع الخامس من عرضه. حقق الفيلم 216.5 مليون دولار في الولايات المتحدة وكندا و265.3 مليون دولار في مناطق أخرى، ليصل إجماليه في جميع أنحاء العالم إلى 481.8 مليون دولار. كان الفيلم الأمريكي الأعلى ربحًا لعام 1998، وكان ثاني أعلى فيلم ربحًا لعام 1998 في جميع أنحاء العالم، بعد أرمجدون. تقدر بوكس أوفيس موجو أن الفيلم باع أكثر من 45.74 مليون تذكرة في الولايات المتحدة وكندا.

### استقبال الجمهور

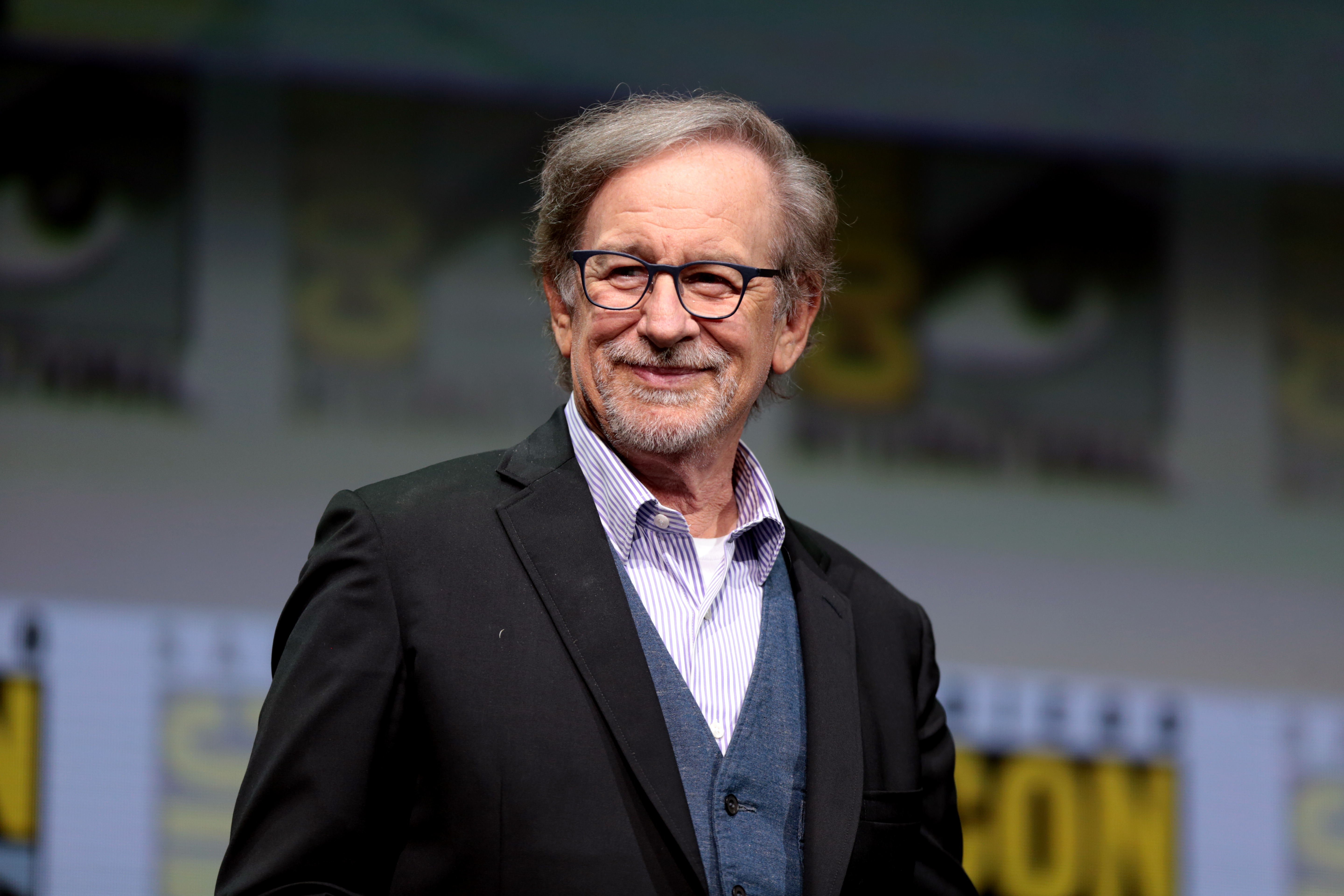
نال ستيفن سبيلبرغ (صورة من عام 2016) على اشادة النقاد لإخراجه الفيلم، وفاز لاحقًا بجائزة الأوسكار لأفضل مخرج.

تلقى إنقاذ الجندي رايان اشادة من النقاد والجماهير. ذهب الكثير من الثناء على إخراج سبيلبرغ، مشاهد المعركة الواقعية، وأداء الممثلين، وموسيقى جون ويليامز، والتصوير السينمائي، والسيناريو. حصل الفيلم على تصنيف «جديد معتمد» بنسبة 93٪ على موقع روتن توميتوز بناءً على 139 تقييمًا بمتوسط درجات 8.64 / 10. ينص الإجماع على أن «الفيلم ارتكز على أداء توم هانكس، وهو فيلم حربي واقعي بلا هوادة لستيفن سبيلبرغ، أعيد تعريف الأفلام الحربية.» حصل الفيلم أيضًا على درجة 91 من 100 على ميتاكريتيك بناءً على 35 مراجعة نقدية، مما يشير إلى «إشادة عالمية».

### الجوائز
فاز الفيلم بالعديد من الجوائز السينمائية 
- رشح الفيلم لاحقا لإحدى عشرة جائزة اوسكار ربح منها:
  - أفضل صناعة سينمائية
  - أفضل مؤثرات صوتية
  - أفضل صوت
  - أفضل تحرير
  - أفضل إخراج
- ربح الفيلم أيضا جائزة الغولدن غلوب:
  - أفضل تصوير
  - أفضل قصة
  - أفضل إخراج
- جائزة الغرامي: لأفضل موسيقى تصويرية
- جائزة «ساتورن» لأفضل فيلم اكشن
- جائزة غولدين لاوريل
- جائزة BAFTA : للتأثيرات السينمائية وللصوت
- جائزة DGA

## قراءات إضافية
- Kershaw, Alex (11 مايو 2004). The Bedford Boys: One American Town's Ultimate D-day Sacrifice. Da Capo Press. ISBN:0-306-81355-6.
- Lefebvre, Laurent (سبتمبر 2008). 29th Division ... a division of heroes. American d-Day. ISBN:2-9519963-9-X. مؤرشف من الأصل في 2020-12-04.
- Lefebvre, Laurent (1 يونيو 2004). They Were on Omaha Beach. American d-Day. ISBN:2-9519963-5-7. مؤرشف من الأصل في 2020-12-04.

## روابط خارجية
- إنقاذ الجندي رايان على موقع IMDb (الإنجليزية)
- إنقاذ الجندي رايان على موقع ميتاكريتيك (الإنجليزية)
- إنقاذ الجندي رايان على موقع الموسوعة البريطانية (الإنجليزية)
- إنقاذ الجندي رايان على موقع روتن توميتوز (الإنجليزية)
- إنقاذ الجندي رايان على موقع نتفليكس (الإنجليزية)
- إنقاذ الجندي رايان على موقع قاعدة بيانات الأفلام العربية
- إنقاذ الجندي رايان على موقع ألو سيني (الفرنسية)
- إنقاذ الجندي رايان على موقع Turner Classic Movies (الإنجليزية)
- إنقاذ الجندي رايان على موقع أول موفي (الإنجليزية)
- إنقاذ الجندي رايان على موقع بوكس أوفيس موجو (الإنجليزية)